# Eddie Macken

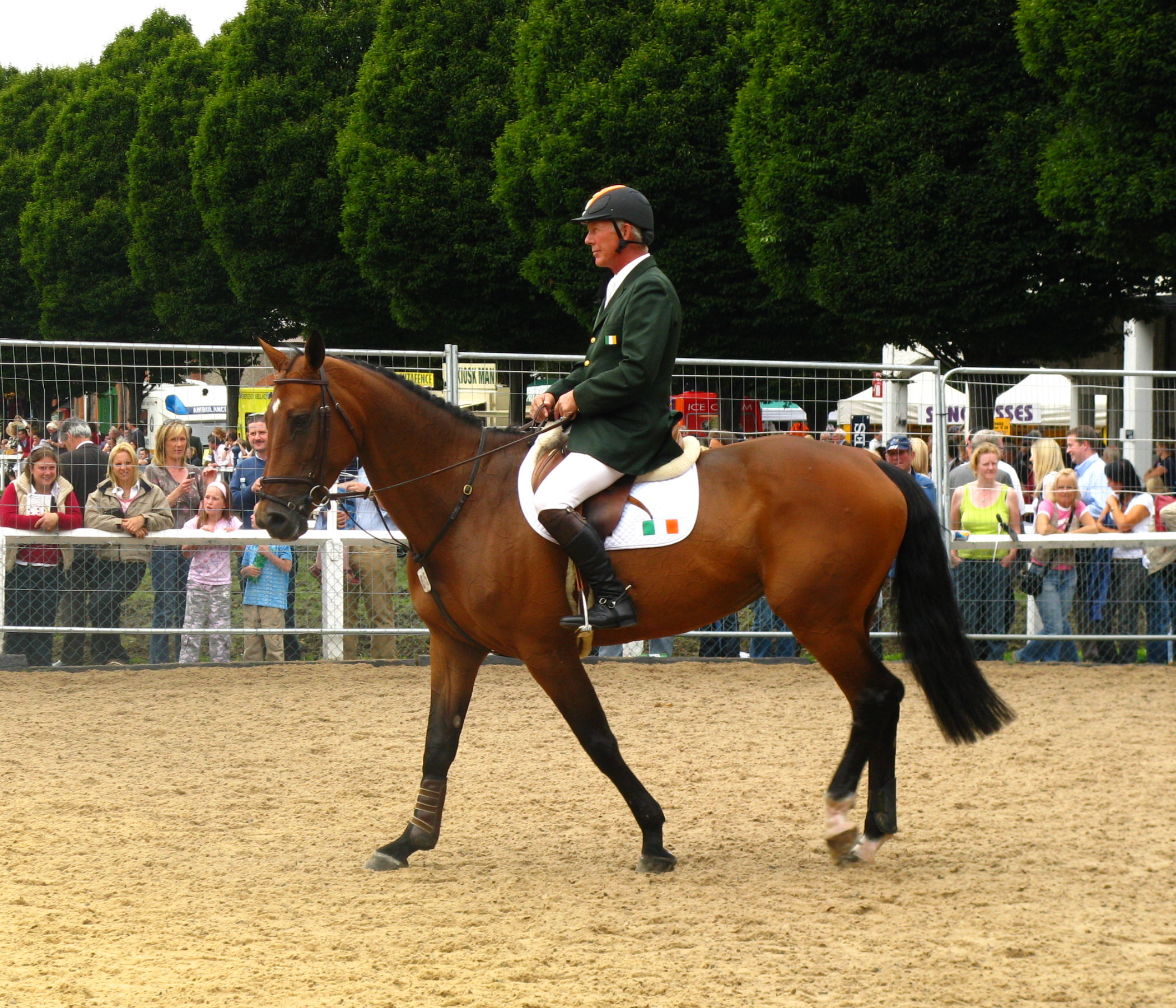
Eddie Macken mit Tedechine Sept beim CSIO Dublin (2008)

Eddie Macken (* 20. Oktober 1949 in Granard, County Longford) ist ein irischer Springreiter, der insbesondere in der zweiten Hälfte der 1970er Jahre zu den weltweit erfolgreichsten Springreitern zählte. Er lebt im kanadischen Vancouver.
Zusammen mit Paul Darragh, Con Power und James Kernan gewann Macken 1979 die fünfte Aga Khan Trophy. Daneben gewann er in diesem Jahr zum vierten Mal in Folge die Britischen Meisterschaften der Springreiter in Hickstead und die Bronzemedaille mit der irischen Mannschaft bei den Europameisterschaften. Er nahm an den Olympischen Spielen 1992 und 1996 als Athlet teil und 2004 als Trainer der irischen Springreiterequipe.
Macken startet überwiegend in den Vereinigten Staaten von Amerika und in Kanada bei Reitturnieren. Im Jahr 2008 nahm er als Teil der irischen Mannschaft an Nationenpreisen (Hickstead und Dublin) teil.